# Montlouis-sur-Loire
Montlouis-sur-Loire ist eine französische Stadt mit 11.261 Einwohnern (Stand 1. Januar 2022) im Département Indre-et-Loire in der Region Centre-Val de Loire; sie gehört zum Arrondissement Tours und zum Kanton Montlouis-sur-Loire. Die Bewohner werden Montlouisiens bzw. Montlouisiennes genannt.
Die Gemeinde gibt dem Weinbaugebiet Montlouis-sur-Loire seinen Namen.
Das Gemeindegebiet wird im Norden von der Loire und im Süden vom Flüsschen Filet begrenzt.

## Bevölkerungsentwicklung
| Jahr                       | 1962 | 1968 | 1975 | 1982 | 1990 | 1999 | 2011   | 2017   |
| Einwohner                  | 3569 | 4169 | 5692 | 6932 | 8309 | 9657 | 10.452 | 10.666 |
| Quellen: Cassini und INSEE |      |      |      |      |      |      |        |        |

## Sehenswürdigkeiten
- Kirche Saint-Laurent
- Schloss La Bourdaisière, Monument historique

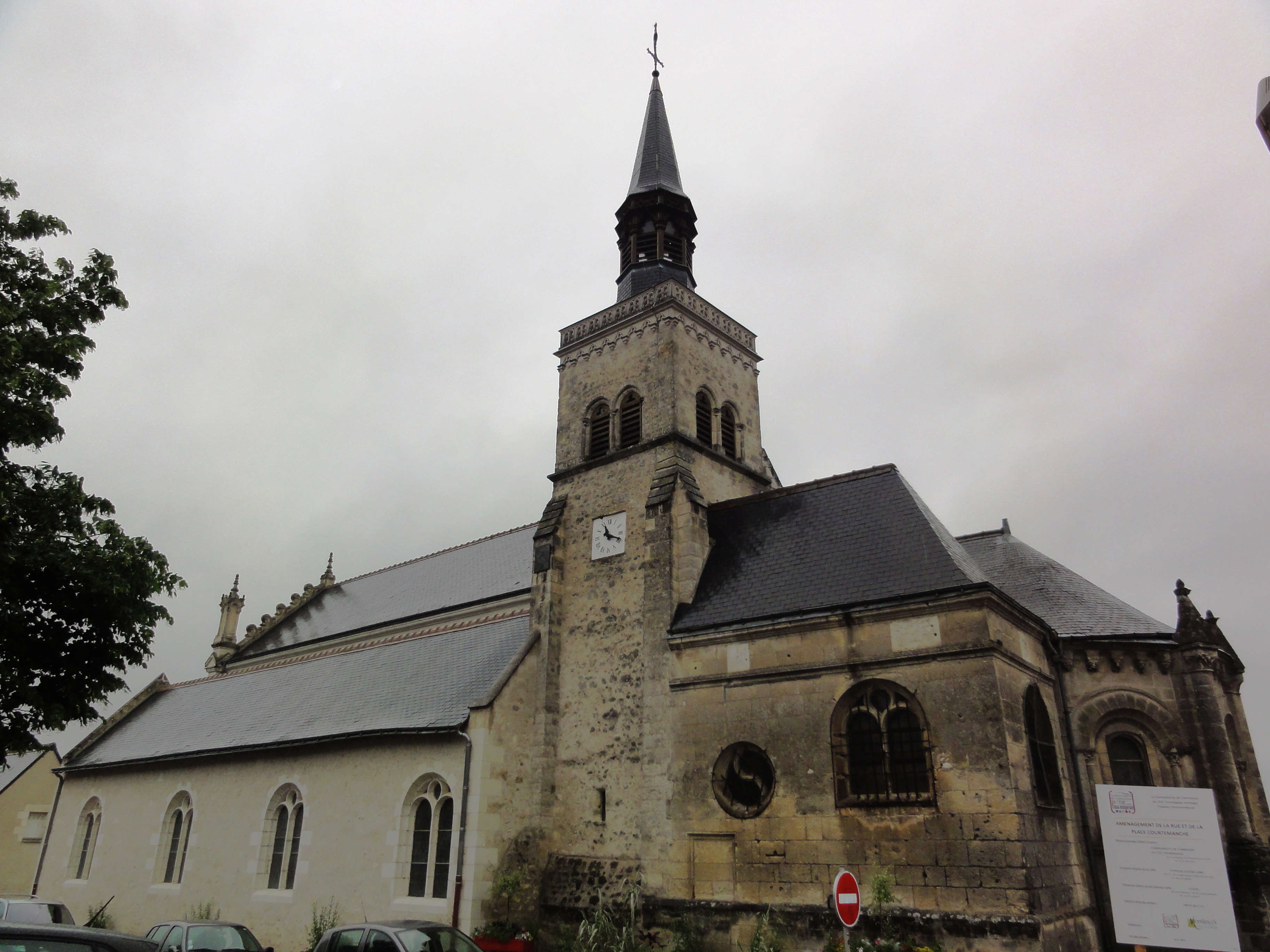
Kirche Saint-Laurent
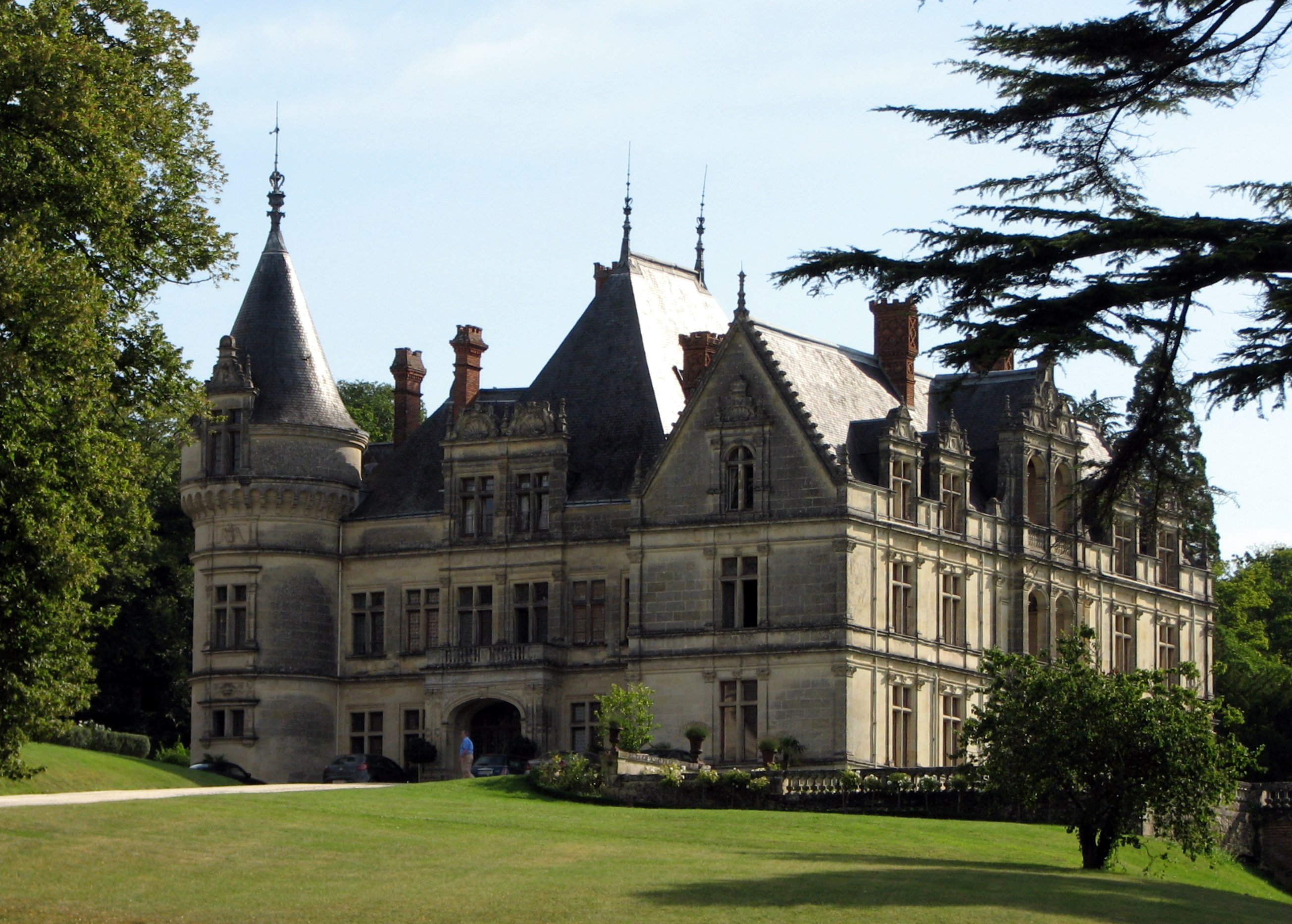
Schloss La Bourdaisière

## Partnerschaften
Montlouis-sur-Loire ist mit der deutschen Gemeinde Appenweier (Baden-Württemberg) seit 1975 und der italienischen Gemeinde Castelvetro di Modena (Emilia-Romagna) seit 2002 partnerschaftlich verbunden.

## Persönlichkeiten
- Gabrielle d’Estrées (1570–1599), Mätresse Heinrichs IV. von Frankreich lebte im Schloss Château de La Bourdaisière in Montlouis.
- Michel Debré (1912–1996), französischer Politiker und mehrfacher Minister, ist in Montlouis-sur-Loire gestorben.